# 没食子酸デカルボキシラーゼ
没食子酸デカルボキシラーゼ(Gallate decarboxylase、EC 4.1.1.59)は、以下の化学反応を触媒する酵素である。
3,4,5-トリヒドロキシ安息香酸 {\displaystyle \rightleftharpoons } ピロガロール + CO2
従って、この酵素の基質は、3,4,5-トリヒドロキシ安息香酸のみ、生成物は、ピロガロールと二酸化炭素の2つである。
この酵素はリアーゼ、特に炭素-炭素結合を切断するカルボキシリアーゼに分類される。系統名は、3,4,5-トリヒドロキシ安息香酸 カルボキシリアーゼ (ピロガロール形成)(3,4,5-trihydroxybenzoate carboxy-lyase (pyrogallol-forming))である。他に、gallic acid decarboxylase、gallate carboxy-lyaseとも呼ばれる。この酵素は、補酵素Aの連結による安息香酸の分解に関与している。